# Jeremies I
Jeremies I (en grec Ιερεμίας Α') va ser patriarca de Constantinoble de l'any 1522 al 1545, excepte durant un breu període, de l'abril/maig de 1524 al 24 de setembre de 1525, quan va ser deposat i Joanic I va ser nomenat patriarca.
Havia nascut a Zitsa, a l'Epir. No era una persona gaire instruïda però tenia una gran capacitat de gestió. Abans de ser patriarca era metropolità a l'església de Sofia. Després de ser elegit va iniciar uns viatges per conèixer les esglésies de Xipre, Egipte, Sinaí i Palestina.
Durant la seva absència, el clergat i els notables de Constantinoble el van deposar i van elegir com a patriarca a Joanic I de Sozòpolis. Jeremies va reunir a Jerusalem els patriarques d'Alexandria i d'Antioquia en un sínode que va excomunicar a Joanic. Quan va tornar a Constantinoble va ser reposat com a patriarca i aclamat pel poble. Va morir l'any 1545 durant un viatge a Valàquia.